# Kozariwka (obwód czerkaski)
Kozariwka (ukr. Козарівка) – wieś na Ukrainie, w obwodzie czerkaskim, w rejonie czerkaskim. W 2001 roku liczyła 312 mieszkańców.
Miejsce urodzenia Gotfryda Ossowskiego.